# Lorenzo Voltolini Esti

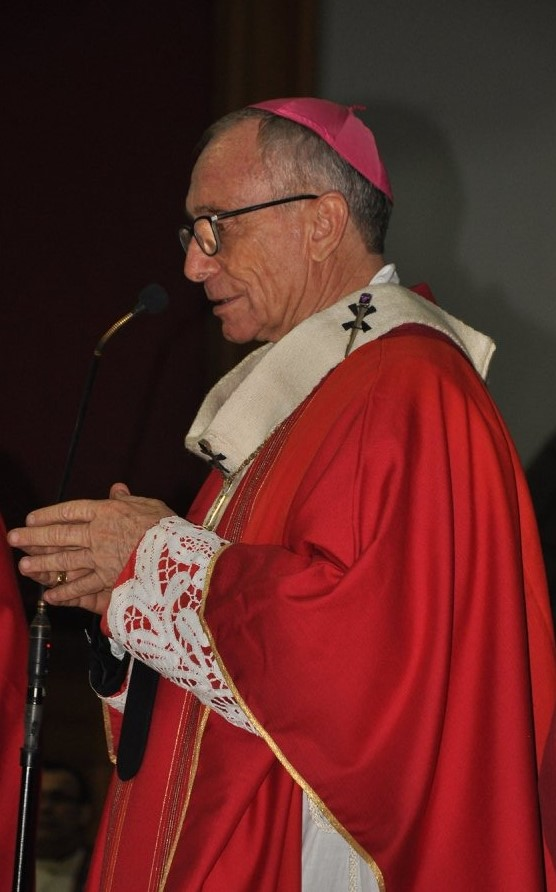
Lorenzo Voltolini Esti

Lorenzo Voltolini Esti (Poncarale, Lombardia, 20 de maio de 1948) é um clérigo italiano e arcebispo católico romano emérito de Portoviejo, Equador.
Lorenzo Voltolini Esti foi ordenado sacerdote em 15 de junho de 1974.
Em 7 de dezembro de 1993, o Papa João Paulo II o nomeou Bispo Titular de Bisuldino e Bispo Auxiliar de Portoviejo. O Bispo de Portoviejo, José Mario Ruiz Navas, o consagrou em 12 de janeiro do ano seguinte; Os co-consagradores foram Antonio José González Zumárraga, Arcebispo de Quito, e Raúl Holguer López Mayorga, Bispo de Latacunga.
Papa Bento XVI nomeou-o Arcebispo de Portoviejo em 6 de agosto de 2007.
Em 28 de outubro de 2016, o Papa Francisco o nomeou membro da Congregação para o Culto Divino e a Disciplina dos Sacramentos.
Em 14 de setembro de 2018, o Papa Francisco aceitou sua renúncia antecipada<x ref>«Rinuncia dell'Arcivescovo di Portoviejo (Ecuador)». Tägliches Bulletin (em italiano). Presseamt des Heiligen Stuhls. 14 de setembro de 2018. Consultado em 14 de setembro de 2018</ref> para permitir a entrada na ordem trapista, planejada para novembro de 2018.